# Jörg Stiel
Jörg Stiel (Baden, Suiza, 3 de marzo de 1968) es un exfutbolista suizo, se desempeñaba como guardameta y se retiró en 2004 jugando para el Borussia Mönchengladbach.Apareció en 409 juegos de la Superliga suiza durante 14 temporadas, representando en la competencia Wettingen , St. Gallen y Zürich . Durante una carrera profesional de 18 años, también jugó en Alemania con el Borussia Mönchengladbach .
Stiel formó parte del equipo suizo en la Eurocopa 2004 .

### Carrera del club
Nacido en Baden, Stiel comenzó su carrera con el FC Wettingen,, luego jugó para el FC St. Gallen y el FC Zürich en su país natal. También pasó una temporada con el club mexicano Toros Neza, antes de regresar a St. Gallen en 1996.
Para 2001-2002, Stiel fue firmado por Borussia Mönchengladbach en la Bundesliga. Fue el titular indiscutible durante su temporada de tres temporadas en Alemania, representando en 96 partidos todas las competiciones compuestas y relegando al legendario Uwe Kamps al banco de suplentes.
En noviembre de 2006, Stiel se unió al equipo austriaco SC Rheindorf Altach como entrenador de porteros. El 19 de julio de 2009, regresó a Borussia en la misma capacidad.
Stiel regresó a su país en el verano de 2014, pasando a trabajar con los jóvenes del FC Basilea como entrenador de porteros.

### Carrera internacional
Stiel ganó 21 partidos con Suiza durante tres años y medio, y fue la primera opción del país en la UEFA Euro 2004, apareciendo en los tres juegos grupales en Portugal. En la derrota por 0-3 contra Inglaterra, uno de los goles llegó después de desviarse del poste en la parte posterior de su cabeza, aunque se le atribuyó oficialmente a Wayne Rooney.
Después del torneo, donde también fue nombrado jugador del partido en el empate 0-0 con Croacia, Stiel se retiró del fútbol por completo.

## Clubes
| Club                     | País     | Año         |
| ------------------------ | -------- | ----------- |
| FC Wettingen             | Suiza    | 1986 - 1990 |
| FC St. Gallen            | Suiza    | 1990 - 1993 |
| Toros Neza               | México   | 1993 - 1994 |
| FC Zürich                | Suiza    | 1994 - 1996 |
| FC St. Gallen            | Suiza    | 1996 - 2001 |
| Borussia Mönchengladbach | Alemania | 2001 - 2004 |